# Deutscher Kaiser (Schiff)
Der Raddampfer Deutscher Kaiser wurde 1871 für die Preußisch-Rheinische Dampfschiffahrtsgesellschaft (PRDG) in Köln von der Werft L. Smit & Zoon, Kinderdijk in den Niederlanden gebaut. Schwesterschiff war der Dampfer Wilhelm, Kaiser und König. Das Schiff war ein Doppeldeck-Salon-Schnelldampfer mit zwei Schornsteinen und wurde auf der Strecke Köln–Mainz eingesetzt.

## Schiffsrumpf und Ausstattung
Der Rumpf war aus Stahl und auf Spanten genietet. Im Unterdeck des Vorschiffs befanden sich die Matrosenwohnung, daran anschließend ein Laderaum, beide mit Aufgängen zum Hauptdeck. Dahinter schlossen sich backbord und steuerbord jeweils zwei Kabinen für den Restaurateur (Gastwirt), den Koch, den Steuermann und die Putzfrau an. Vor dem mittschiffs liegenden Maschinen- und Kesselraum waren noch eine große Kabine für acht Heizer sowie eine Kabine für zehn Kellner. Diese Unterkünfte waren über einen Niedergang vom Hauptdeck aus erreichbar. Im Hinterschiff waren die Toiletten, ein großer Gesellschafts- und ein Damensalon.
Auf dem Hauptdeck war vorne der Salon, in der Schiffsmitte der Eingangsbereich mit Küche und dahinter der Maschinenraumschacht. Im Backbordradkasten waren ein Vorratsraum, die Kapitänskabine und Toiletten. Auf der Steuerbordseite befanden sich vorn das Kapitänsbüro und Toiletten und hinten die Maschinistenkabine und das Zahlmeisterbüro. Im Hinterschiff war ebenfalls eine Eingangshalle mit rechts einem Niedergang zum Unterdeck und links einer Theke, daran schloss sich der Speisesaal für 150 Personen an.
Das mit Sonnensegeln überdachte Oberdeck vorn und achtern konnte über Treppen, die über die Radkästen führten, erreicht werden. Zwischen den beiden Schornsteinen war der offene Ruderstuhl. Der Außenanstrich war in Hell- und Dunkelbraun gehalten.

## Antrieb und Technik

Deutscher Kaiser 1906 bei Sankt Goarshausen

Raddampfer Deutscher Kaiser um 1910

Der Antrieb erfolgte mit einer schrägliegenden Zweizylinder-Niederdruck-Dampfmaschine von Ravenhill, Hodgson & Cie. London. Die zwei Kofferkessel mit einer Gesamtheizfläche von 358 m² erzeugten einen Dampfdruck von 2,5 kp/cm², die Maschinenleistung betrug 420 PS. Die beiden exzentergesteuerten Schaufelräder hatten jeweils zwölf Schaufelblätter aus Holz. Das Steuerruder wurde über Ketten betätigt.

## Geschichte
Nach der erfolgreichen Probefahrt am 22. April 1871 von Köln nach Bonn erfolgte am 24. April die festliche Jungfernfahrt mit Vertretern der PRDG, Werksangehörigen des englischen Maschinenherstellers und anderen Ehrengästen von Köln nach Mainz. In Koblenz stiegen weitere Ehrengäste, darunter der Direktor der Strombauverwaltung, Nobiling, zu. Die offizielle Indienststellung erfolgte am 27. April auf der Strecke Köln–Mainz in der Schnellfahrt.
Zur Einweihung des Niederwald-Denkmals in Rüdesheim am 26. September 1883 nahm der Dampfer an einer Flottenparade in Anwesenheit von Kaiser Wilhelm I. teil.
Am 5. Mai 1891 Teilnahme an einer Schiffsparade von Köln nach Bonn mit 50 Schiffen und mit Kaiser Wilhelm II. und großem Gefolge an Bord. Am 7. August 1886 Einsatz als Festschiff für das Kaiserpaar mit Prinz Heinrich und Gefolge von Wesel nach Duisburg zum Hafenfest.

## Reparaturen und Havarien
Zwei Jahre nach Indienststellung, am 29. Juli 1873, entging der Dampfer „Deutscher Kaiser“ nur knapp einer Katastrophe, als er bei der Talfahrt auf dem Rhein bei Boppard in einen heftigen Sturm geriet. Die Mosel-Zeitung schrieb in ihrer Ausgabe vom 2. August 1873 unter anderem: „Der Sturm war so heftig, dass er das Schiff auf eine Seite legte und bis an die Fenster in das Wasser drückte. Das Zeltdach des Pavillons wurde zerrissen und die starken Eisenstangen, an denen dasselbe befestigt war, umgebogen. Zugleich stürzte der Regen in so dichten Massen nieder, dass man die Ufer des Rheines nicht mehr erkennen konnte. Deshalb und da auch das Steuer nicht mehr zu handhaben war, musste das Schiff auf kurze Zeit vor Anker gehen.“
Am 18. August 1878 war das Schiff wegen eines Maschinenschadens zwei Tage in einer Werft in Sankt Goar. Im Februar 1879 wurde ein Schaufelrad erneuert. Bei einer Havarie mit einem Floß am 20. Mai 1881 bei Braubach wurde das Steuerbord-Schaufelrad beschädigt. Der Dampfer konnte jedoch aus eigener Kraft die Werft in Köln erreichen.
Am 26. Juni 1886 kam es auf der Talfahrt bei Bad Honnef bei der Begegnung mit einem zu Berg fahrenden Schleppzug zu einer Anfahrung, wobei der Dampfer und ein Schleppkahn beschädigt wurden.
Von September 1886 bis Mai 1887 erfolgte auf der Bauwerft in Kinderdijk eine Generalüberholung und Modernisierung des gesamten Schiffs. Im Winter 1889/1890 wurde die Maschinenanlage überholt und die Schaufelräder wurden mit eisernen Radschaufeln ausgerüstet. Außerdem erhielt das Schiff einen neuen Außenanstrich in Weiß mit einem gelben Rumpfband.
Am 2. Juni 1894 auf der Bergfahrt oberhalb von Koblenz kam es zu einem Maschinenschaden und das Schiff wurde anschließend nach Köln geschleppt.
Im Frühjahr 1897 wurden eine neue Zweizylinder-Verbunddampfmaschine von Gebr. Sachsenberg mit 975 PS und zwei neue Dampfkessel mit zusammen 426 m² Heizfläche und 9,0 kp/cm² Dampfdruck eingebaut. Nach einer Probefahrt von Köln nach Bonn wurde das Schiff wieder auf der Strecke Mainz–Köln eingesetzt. 
Im Winter 1901/1902 wurden im Rahmen der Werftliegezeit die Decksplanken teilweise erneuert, die Maschinen- und Kesselanlage und die Schaufelräder überholt sowie die Salons renoviert.
Am 28. September 1902 brach kurz nach der Abfahrt von Königswinter zu Berg die Maschinenachse. Sie wurde während des Winters 1902 erneuert und gleichzeitig wurden die Kessel und die Schaufelräder repariert.
Im Winter 1903/1904 wurde der Schiffsboden repariert und im Rumpf wurden Verstärkungen eingebaut. Zwei Jahre später mussten die Maschinenfundamente und die Kesselhalterungen repariert werden. Am 25. April erfolgte die amtliche Untersuchung durch die Schiffsuntersuchungskommission (SUK) Köln und darauf die Ausstellung eines neuen Schiffsattests.
Ende 1911 wurde die Deutscher Kaiser außer Dienst gestellt und 1912 an die Hamburg-Stade-Altländer Dampfschiffahrt- und Reederei-Gesellschaft verkauft. Vom 19. bis 24. März 1912 wurde das Schiff über die Nordsee nach Brunshausen überführt. Dort wurden der Bug erhöht, der Ruderstuhl vor den vorderen Schornstein platziert und runde Bullaugen im Unterdeck eingebaut. Unter dem Namen Hamburg fuhr der Dampfer bis 1919 auf der Unterelbe. Wegen des zu hohen Kohleverbrauchs wurde er stillgelegt und 1924 verschrottet.